# Jonathan Gonzalez
Jonathan González Rios (Lemoa, 13 februari 1981) is een voormalig Spaans wielrenner. Hij was prof van 2002 tot 2005.

## Palmares
2004
- 1e etappe Vuelta a la Rioja
- 1e etappe Vuelta Ciclista Asturias